# Hipolit Jazdon
Hipolit Jazdon (ur. 10 sierpnia 1884 w Wijewie, zm. 10 lipca 1957 w Borku Wielkopolskim) – żołnierz armii niemieckiej, oficer Wojska Polskiego w II Rzeczypospolitej, kawaler Orderu Virtuti Militari.

## Życiorys
Urodził się w rodzinie Wojciecha i Józefy z Rękosiów. Absolwent szkoły rolniczej we Wschowie, agronom. W 1914 powołany do armii niemieckiej i w jej szeregach walczył na frontach I wojny światowej. Po zdemobilizowaniu, w kwietniu 1919  wstąpił do odrodzonego Wojska Polskiego i otrzymał przydział do 3 pułku strzelców wielkopolskich. W stopniu podporucznika walczył na froncie polsko-bolszewickim. Pod Garwolinem, na czele swej kompanii wykonał śmiały kontratak. Za udział w walkach  odznaczony został Krzyżem Srebrnym Orderu Virtuti Militari. W 1921 otrzymał awans na porucznika i w tym też roku został przeniesiony do rezerwy. Do września 1939 administrował majątkiem Koszkowo i prowadził własne gospodarstwo w Porębie.  W czasie okupacji wysiedlony przez Niemców w okolice Lublina.  W marcu 1945 powrócił do Poręby, a od 1952 mieszkał w Borku. Tu zmarł i został pochowany na miejscowym cmentarzu.

## Życie prywatne
Był żonaty z Janiną Ofierzyńską, miał dzieci: Marię, Włodzimierza, Irenę, Aleksandra, Ewę i Andrzeja.

## Ordery i odznaczenia
- Krzyż Srebrny Orderu Virtuti Militari (nr 4629)[1]
- Krzyż Walecznych (trzykrotnie)[2]